# Arculfo
Arculfo (tardo VII secolo; fl. VII secolo) è stato un monaco cristiano e vescovo franco, ricordato in particolare per aver compiuto un pellegrinaggio in Palestina verso il 670 descritto nell'opera De locis sanctis del monaco Adamnano di Iona, composta nel 698.

## Biografia
Secondo Beda (Hist. Eccles. Angl., V, 15), Arculfo sarebbe stato un vescovo della Gallia (non sappiamo di quale precisa diocesi) che avrebbe fatto naufragio sulle coste di Iona (Scozia) durante il suo ritorno da un pellegrinaggio in Terra santa. Si narra poi che Arculfo sia stato accolto da Adamnano, l'abate dell'isola-monastero di Iona dal 679 al 704, a cui avrebbe raccontato dettagliatamente i propri viaggi, da cui Adamnano, con l'aiuto di altre fonti, avrebbe scritto un'opera descrittiva in tre volumi, parlando di Gerusalemme, Betlemme e altri luoghi della Palestina, e brevemente di Alessandria e Costantinopoli, chiamata De locis sanctis ("Sui luoghi santi"). Molti dettagli dei viaggi di Arculfo possono essere colti da quest'opera.
Arculfo appare brevemente come personaggio nella novella "Giustiniano", di H.N. Turteltaub.